# Charles Mendez

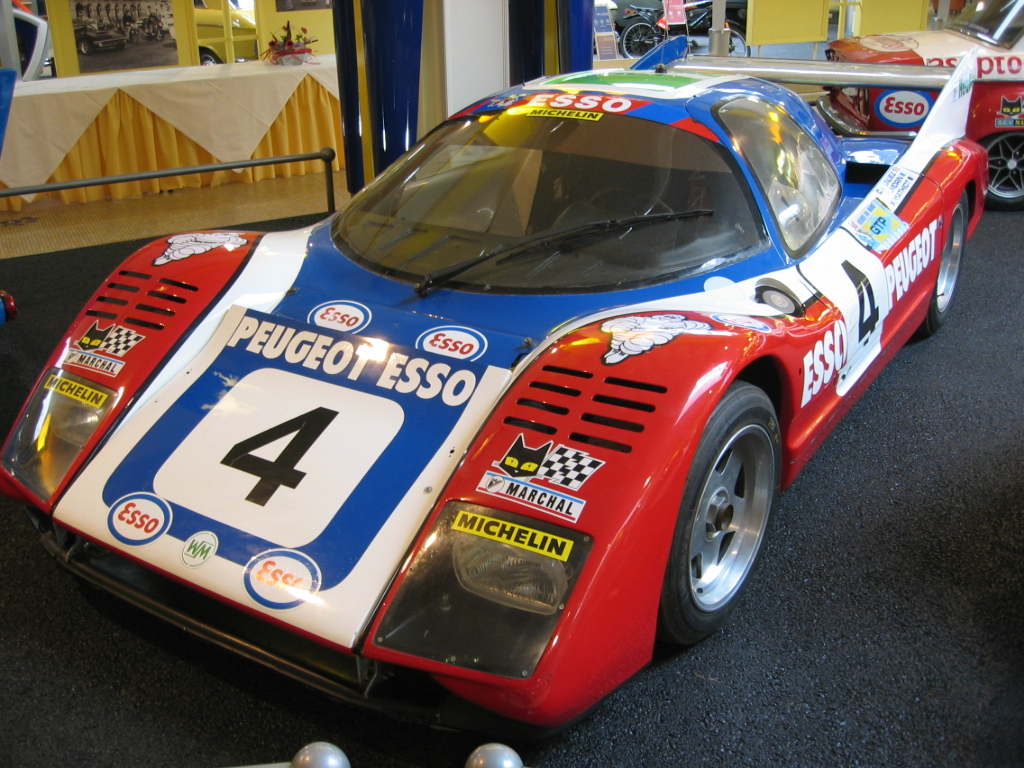
Der WM P80 mit dem Charles Mendez beim 24-Stunden-Rennen von Le Mans 1981 am Start war

Carlos Ernesto „Charles“ Mendez (* 25. Juni 1947 in Tampa) ist ein ehemaliger US-amerikanischer Automobilrennfahrer und Motorsportfunktionär.

## Motorsportfunktionär
Auf die Initiative von Charles Mendez und seinem Partner Dave Cowart geht die Rückkehr des 12-Stunden-Rennens von Sebring unter das Dach des internationalen Motorsportverbandes Fédération Internationale du Sport Automobile zurück. 1973 hatte die Rennveranstaltung diesen Status verloren und mit der Austragung 1978 wiedererlangt. Von 1978 bis 1982 war er als Veranstalter des Rennens tätig.

## Karriere als Rennfahrer
Als Fahrer war er vor allem bei den bekannten nordamerikanischen Sportwagenrennen in Sebring, Daytona, sowie in der IMSA-GTP-Serie aktiv. Zweimal war er auch beim 24-Stunden-Rennen von Le Mans am Start. Nach einem Ausfall 1980, erreichte er 24-Stunden-Rennen von Le Mans 1981 den 13. Gesamtrang. Mendez fuhr einen WM P79/80 von Welter Racing. Seine Teamkollegen waren die beiden Franzosen Denis Morin und Xavier Mathiot.
Sein größter Erfolg in Sebring war der Gesamtsieg 1978 im Porsche 935, an der Seite von Brian Redman und Bob Garretson. Er ist damit der einzige Sebring-Veranstalter der als Fahrer das Rennen gewinnen konnte. Ein Jahr später wurde er Gesamtzweiter und 1982 Dritter.
Seine beste Platzierung in Daytona war der neunte Endrang 1977.

## Statistik

### Le-Mans-Ergebnisse
| Jahr | Team                   | Fahrzeug      | Teamkollege         | Teamkollege    | Platzierung | Ausfallgrund |
| ---- | ---------------------- | ------------- | ------------------- | -------------- | ----------- | ------------ |
| 1980 | Racing Associates Inc. | Porsche 935K3 | Skeeter McKitterick | Leon Walger    | Ausfall     | Unfall       |
| 1981 | WM A.E.R.E.M           | WM P79/80     | Denis Morin         | Xavier Mathiot | Rang 13     |              |

### Sebring-Ergebnisse
| Jahr | Team                     | Fahrzeug             | Teamkollege       | Teamkollege         | Teamkollege          | Teamkollege | Platzierung | Ausfallgrund  |
| ---- | ------------------------ | -------------------- | ----------------- | ------------------- | -------------------- | ----------- | ----------- | ------------- |
| 1976 | Charles Mendez           | Porsche 911T         | Dave Cowart       |                     |                      |             | Rang 12     |               |
| 1977 | Morrison’s Inc.          | Porsche Carrera RSR  | Dave Cowart       |                     |                      |             | Rang 10     |               |
| 1978 | Dick Barbour Performance | Porsche 935          | Brian Redman      | Bob Garretson       |                      |             | Gesamtsieg  |               |
| 1979 | Busch Beer Racing        | Porsche 935          | Brian Redman      | Paul Miller         |                      |             | Rang 2      |               |
| 1980 | Mendez Woods Akin        | Porsche 935K3        | Brian Redman      | Paul Miller         |                      |             | Ausfall     | Motorschaden  |
| 1981 | Momo Penthouse           | Porsche 935J         | Giampiero Moretti | Mauricio de Narváez |                      |             | Rang 6      |               |
| 1982 | JLP Racing               | Porsche 935JLP-2     | Marion Speer      | Terry Wolters       |                      |             | Rang 3      |               |
| 1994 | Konrad Motorsport        | Porsche 911 Turbo    | Örnulf Wirdheim   | Franz Konrad        | Ferdinand de Lesseps |             | Rang 7      |               |
| 1995 | Arthur Pilla             | Porsche 911 ME Turbo | Arthur Pilla      | Kenper Miller       | Dave White           |             | Rang 21     |               |
| 1996 | Konrad Motorsport        | Porsche 911 GT2 Evo  | André Ahrlé       | Franz Konrad        | A.Herman             | K.Dolejší   | Ausfall     | Antriebswelle |